# Saison 1964-1965 de la LAH
Saison précédente Saison suivante
La saison 1964-1965 de la Ligue américaine de hockey est la 29e saison de la ligue. Neuf équipes jouent chacune 72 matchs.
Les Americans de Rochester remportent la coupe Calder.

## Saison régulière

### Classement
| Clt   | Équipe                 | PJ | V  | D  | N | BP  | BC  | Pts |
| ----- | ---------------------- | -- | -- | -- | - | --- | --- | --- |
| +001, | As de Québec           | 72 | 44 | 26 | 2 | 280 | 223 | 90  |
| +002, | Bears de Hershey       | 72 | 36 | 32 | 4 | 246 | 243 | 76  |
| +003, | Clippers de Baltimore  | 72 | 35 | 32 | 5 | 275 | 249 | 75  |
| +004, | Indians de Springfield | 72 | 29 | 39 | 4 | 237 | 273 | 62  |
| +005, | Reds de Providence     | 72 | 20 | 50 | 2 | 193 | 312 | 42  |

| Clt   | Équipe                 | PJ | V  | D  | N | BP  | BC  | Pts |
| ----- | ---------------------- | -- | -- | -- | - | --- | --- | --- |
| +001, | Americans de Rochester | 72 | 48 | 21 | 3 | 310 | 199 | 99  |
| +002, | Bisons de Buffalo      | 72 | 40 | 26 | 6 | 261 | 218 | 86  |
| +003, | Hornets de Pittsburgh  | 72 | 29 | 36 | 7 | 228 | 256 | 65  |
| +004, | Barons de Cleveland    | 72 | 24 | 43 | 5 | 228 | 285 | 53  |

- En gras : qualifiés pour les séries

### Meilleurs pointeurs
| Joueur          | Équipe                 | PJ | B  | A  | Pts | Pun |
| --------------- | ---------------------- | -- | -- | -- | --- | --- |
| Art Stratton    | Bisons de Buffalo      | 71 | 25 | 84 | 109 | 32  |
| Bronco Horvath  | Americans de Rochester | 72 | 38 | 68 | 106 | 24  |
| Len Lunde       | Bisons de Buffalo      | 72 | 50 | 46 | 96  | 40  |
| Pat Hannigan    | Bisons de Buffalo      | 72 | 38 | 54 | 92  | 116 |
| Stan Smrke      | Americans de Rochester | 71 | 33 | 59 | 92  | 28  |
| Gerry Ehman     | Americans de Rochester | 70 | 38 | 49 | 87  | 20  |
| Ed Litzenberger | Americans de Rochester | 72 | 25 | 61 | 86  | 34  |
| Wayne Hicks     | As de Québec           | 72 | 38 | 47 | 85  | 52  |
| Gord Labossiere | Clippers de Baltimore  | 72 | 38 | 41 | 79  | 72  |
| Ed Hoekstra     | As de Québec           | 71 | 28 | 51 | 79  | 16  |

## Séries éliminatoires
Les trois premiers de chaque division sont qualifiés. Les matchs des séries sont organisés ainsi :
- La série entre les deux premières équipes de chaque division se joue au meilleur des sept matchs. Le vainqueur est qualifié directement pour la finale qui se joue également au meilleur des sept matchs.
- Le deuxième et le troisième de chaque division s'affrontent au meilleur des 3 matchs. Les vainqueurs se rencontrent ensuite au meilleur des 5 matchs. Le gagnant dispute la finale[2].

### Tableau
|  | Premier tour | Premier tour | Premier tour   | Premier tour |           |         | Deuxième tour | Deuxième tour | Deuxième tour | Deuxième tour |  |  | Finale | Finale | Finale | Finale |
|  |              |              |                |              |           |         |               |               |               |               |  |  |        |        |        |        |
|  |              |              |                |              |           |         |               |               |               |               |  |  |        |        |        |        |
|  |              |              |                |              |           |         |               |               |               |               |  |  |        |        |        |        |
|  | Québec       | Québec       | 1              | 1            |           |         |               |               |               |               |  |  |        |        |        |        |
|  | Québec       | Québec       | 1              | 1            |           |         |               |               |               |               |  |  |        |        |        |        |
|  | Rochester    | Rochester    | 4              | 4            |           |         |               |               |               |               |  |  |        |        |        |        |
|  | Rochester    | Rochester    | 4              | 4            | Rochester |         |               |               |               |               |  |  |        |        |        |        |
|  |              |              |                |              |           |         |               |               |               |               |  |  |        |        |        |        |
|  |              |              | Laissez-passer |              |           |         |               |               |               |               |  |  |        |        |        |        |
|  |              |              |                |              |           |         |               |               |               |               |  |  |        |        |        |        |
|  |              |              |                |              |           |         |               |               |               |               |  |  |        |        |        |        |
|  |              |              |                |              |           |         |               |               |               |               |  |  |        |        |        |        |
|  | Rochester    | Rochester    | 4              | 4            |           |         |               |               |               |               |  |  |        |        |        |        |
|  | Rochester    | Rochester    | 4              | 4            |           |         |               |               |               |               |  |  |        |        |        |        |
|  |              |              | Hershey        | Hershey      | 1         | 1       |               |               |               |               |  |  |        |        |        |        |
|  | Hershey      | Hershey      | Hershey        | Hershey      | 1         | 1       | 3             | 3             |               |               |  |  |        |        |        |        |
|  | Hershey      | Hershey      |                |              |           |         |               |               |               |               |  |  |        |        |        |        |
|  | Baltimore    | Baltimore    | 2              | 2            |           |         |               |               |               |               |  |  |        |        |        |        |
|  | Baltimore    | Baltimore    | 2              | 2            | Hershey   | Hershey | 3             | 3             |               |               |  |  |        |        |        |        |
|  |              |              |                |              | Hershey   | Hershey | 3             | 3             |               |               |  |  |        |        |        |        |
|  |              |              | Buffalo        | Buffalo      | 2         | 2       |               |               |               |               |  |  |        |        |        |        |
|  | Buffalo      | Buffalo      | Buffalo        | Buffalo      | 2         | 2       | 3             | 3             |               |               |  |  |        |        |        |        |
|  | Buffalo      | Buffalo      |                |              |           |         |               | 3             |               |               |  |  |        |        |        |        |
|  | Pittsburgh   | Pittsburgh   | 1              | 1            |           |         |               |               |               |               |  |  |        |        |        |        |
|  | Pittsburgh   | Pittsburgh   | 1              | 1            |           |         |               |               |               |               |  |  |        |        |        |        |
|  |              |              |                |              |           |         |               |               |               |               |  |  |        |        |        |        |

## Trophées

### Trophées collectifs
| Coupe Calder : Vainqueurs des séries                       | Americans de Rochester |
| Trophée F.-G.-« Teddy »-Oke : Champions de la division Est | As de Québec           |
| Trophée John-D.-Chick : Champions de la division Ouest     | Americans de Rochester |

### Trophées individuels
| Trophée Les-Cunningham : Meilleur joueur de la saison                                 | Art Stratton (Bisons de Buffalo)        |
| Trophée John-B.-Sollenberger : Meilleur pointeur                                      | Art Stratton (Bisons de Buffalo)        |
| Trophée Dudley-« Red »-Garrett : Meilleure recrue                                     | Ray Cullen (Bisons de Buffalo)          |
| Trophée Eddie-Shore : Meilleur défenseur de la saison                                 | Al Arbour (Americans de Rochester)      |
| Trophée Harry-« Hap »-Holmes : Gardien ayant la plus petite moyenne de buts encaissés | Gerry Cheevers (Americans de Rochester) |